# Filistea
Filistea (en hebreo: פלשת‎, Pəlešet, «Filistea»; ארץ פלשתים, ʾerets pelishtīm, «tierra de filisteos»; en griego: γῆ τῶν Φυλιστιείμ, gḗ tṓn Phylistieím, «tierra de los filisteos») era, de acuerdo con fuentes bíblicas, una pentápolis ubicada en el suroeste del Levante mediterráneo y comprendía el territorio de cinco ciudades principales: Ascalón, Asdod, Ecrón, Gat y Gaza. Aparece mencionada como parusata (convencionalmente transcrito peleset) en fuentes egipcias y como palastu en fuentes asirias.
El término Palestina tiene su origen en el pueblo filisteo, que se asentó en la zona en el siglo XII a. C., y al que los judíos aludían como «P'lishtim», los acadios «Palastu» y los egipcios «Palusata».

## Geografía
El territorio se extendía desde el barranco de Egipto (el Shihor, al sur) hasta la frontera de Ecrón (al norte). Al oeste estaba limitado por el mar Mediterráneo y al este por un territorio poco definido marcado por Judea. Se trataba, por tanto, de un país muy reducido, de unos 45 km de norte a sur y una anchura media de 20 km de este a oeste.
Con todo, se trataba de una tierra muy fértil y contenía varias ciudades y aldeas; cinco de ellas (Ascalón, Asdod, Ecrón, Gat y Gaza) controlaban el territorio formando una especie de federación.
Entre los siglos XII y XI la población era relativamente numerosa para la región, lo que permitió a las ciudades mantener su independencia y una cierta predominancia política sobre las demás tribus.

## Historia
Aparte del registro arqueológico, la principal fuente de información sobre la historia filistea son las menciones que aparecen en el Antiguo Testamento. Allí se describe la región como en constante lucha e interacción con los egipcios, israelitas y cananeos, absorbiendo gradualmente la cultura cananea. Si bien al asentamiento de filisteos en la costa siguió una expansión por el sur de Canaán, las guerras con los israelitas y otros pueblos los acabaron confinando al territorio de la pentápolis. La federación filistea perdió su autonomía tras la conquista asiria de 722 a. C.